# Хюльтен, Виви-Анн
Виви-Анн Хюльтен (швед. Vivi-Anne Hultén; 25 августа 1911, Антверпен — 15 января 2003, Корона-дель-Мар, Калифорния) — шведская фигуристка, бронзовый призёр Олимпиады 1936 года в женском одиночном катании.

## Биография
Кроме того, она десятикратная чемпионка Швеции, была третьей на самом первом чемпионате Европы на котором к соревнованиям были допущены женщины (1930 год) и ещё раз в 1932 году. Также она была второй на чемпионате мира 1933 года и три раза подряд (с 1935 по 1937 год) третьей.
На Олимпийских играх 1932 года она стала пятой, а на Олимпиаде 1936 года стала третьей. Впрочем, на всем протяжении своей карьеры в любителях Виви-Анн была в тени норвежки Сони Хени.
После окончания любительской карьеры Хюльтер выступала в шоу—турах «Ice Follies» и «Ice Capades».
Вышла замуж за конькобежца Гина Теслофе и окончательно перебралась в США.

## Спортивные достижения
| Соревнование/Сезон      | 1930 | 1931 | 1932 | 1933 | 1934 | 1935 | 1936 | 1937 |
| Зимние Олимпийские игры |      |      | 5    |      |      |      | 3    |      |
| Чемпионаты мира         |      |      |      | 2    | 4    | 3    | 3    | 3    |
| Чемпионаты Европы       | 3    |      | 3    |      |      |      |      |      |